# Bellevue (Washington)
Bellevue es una ciudad periférica de Seattle del condado de King (Washington, Estados Unidos), al otro lado del lago Washington de Seattle. 
En 2003, la Oficina del Censo de los Estados Unidos estimó su población en 100.344 habitantes, por lo que era la quinta ciudad más grande del estado y la más grande del lado este del Condado de King. La Washington State Office of Financial Management estimó su población en 117.000 el 1 de abril de 2006.
El centro de Bellevue está experimentando un cambio rápido. La Lincoln Square abrió en 2005 y la renovación del edificio anteriormente llamado "Qwest Building", la nueva municipalidad, parece ser la punta de lanza de un boom de desarrollo. En los próximos años se prevé la construcción en la zona de varios edificios altos adicionales y otros proyectos para oficinas, espacios residenciales y comerciales.
Según los ingresos per cápita, es la sexta comunidad más rica de las 522 del Estado de Washington.

## Historia y crecimiento
El primer asentamiento se llamaba Amsden Corners y fue fundado por un pequeño grupo de colonos del condado de Genesee (Nueva York), dirigido por Mark Hopkins, que se asentó en lo que actualmente es la calle principal. 
El mismo Thomas Amsden abrió la primera tienda en 1823. Aunque le siguieron otras tiendas, la estructura de registro bruto seguía siendo el almacén general y lugar de reunión durante muchos años.
Los primeros inicios para educar a los niños se hicieron en 1821, cuando se abrió una escuela en un edificio remodelado, que era una antigua herrería.
Entre los primeros negocios, destacan las herrerías, tiendas de carros y armarios, un molino harinero y la destilería, seguido de una curtiduría. Se abrieron un despacho de abogados y oficinas de dos médicos y en 1828 se estableció una oficina de correos, la York Cross Roads Post Office.
Las primeras elecciones se llevaron a cabo en abril de 1821, cuando se reeligió a dos jueces de paz y a tres administradores, dos supervisores de los pobres, los espectadores de cercados, tres asociados de la propiedad personal, dos alguaciles, un tesorero y un secretario. A mediados de la década de 1830, James H. Bell, ingeniero civil del Mad River y Lake Erie Railroad, nombró "Bellevue" a la nueva estación. En torno a 1836, el nombre de la oficina de correos se cambió a Bellevue.
La localidad se vio reforzada por el ferrocarril de Toledo-Norwalk, que comunicaba Nueva York y Chicago en 1852. The Nickel Plate y el Wheeling y Lake Erie Railroads estaban situados a través de Bellevue en 1882-83, por lo que miles de personas se unieron a su población antes de terminar el siglo. El ferrocarril de Pensilvania se les unió en 1891. Actualmente todos forman parte del Norfolk and Southern System de ferrocarriles.
En 1886, H.C. Stahl trasladó su compañía cultivadora de Ohio a la ciudad. Bellevue ha sido una ciudad progresista durante 200 años, desde que llegaron los primeros colonos, como muestra su rápido crecimiento demográfico y el área de la ciudad, así como el establecimiento de nuevos negocios.
William Meydenbauer fundó Bellevue en 1869. Bellevue se incorporó oficialmente el 21 de marzo de 1953. Antes de la inauguración del Lake Washington Floating Bridge (el primer puente de pontones del Lago de Washington) en 1940, era una comunidad rural. Después de que terminase la construcción del puente, Bellevue pasó a estar mejor comunicada con Seattle, con lo que el pueblo creció gradualmente.
Tras inaugurarse un segundo puente en 1963, el puente flotante Evergreen Point (también un puente de pontones), la ciudad empezó a crecer rápidamente. Eventualmente, pasó a ser una de las ciudades más grandes del estado, con varias torres en el centro de la ciudad y mucho comercio.
Un reflejo de su crecimiento continuo es la Bellevue Square, ahora uno de los más grandes centros de compra de la región. Abierta en 1946, experimentó una considerable expansión en los años ochenta. Más recientemente, se expandió a lo largo del Bellevue Way llamado "The Lodge". La nueva torre, One Lincoln Tower, al lado del Bellevue Square, solidificaría el papel del centro de Bellevue como el más extenso destino del este de Seattle para comprar y cenar.
Después de un descenso en el año 2000, Bellevue vuelve a crecer. La primera fase del Ashwood Commons, una torre principalmente residencial, se ha completado recientemente. Un segundo bloque (de oficinas) está en construcción en Lincoln Square; una urbanización nueva con un supermercado Safeway como casa central, apartamentos lujosos (Avalon Meydenbauer) y dos torres de condominios de lujo (Bellevue Towers) ya empezaron a construirse. Se planea otra urbanización similar a la Lincoln Square para el sitio del Safeway actual.
Otros proyectos futuros de Bellevue incluyen Meydenbauer Place, un centro de artes escénicas, una segunda torre de oficinas "City Center" (que comenzó a construirse en julio de 2006), tres torres residenciales más y la completación de la Tower 333.

## Geografía

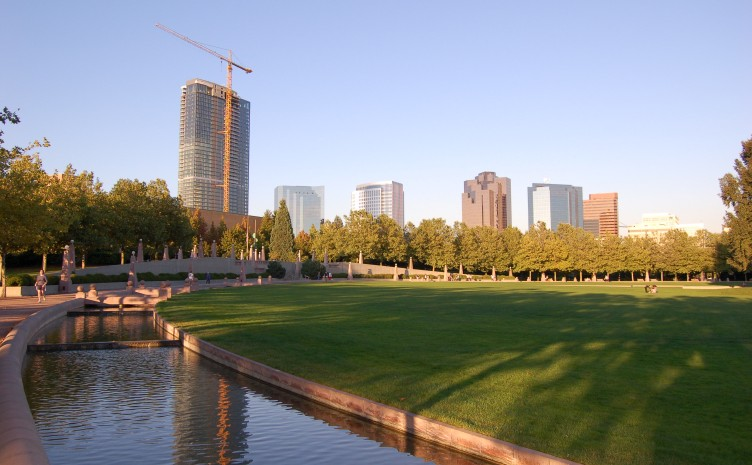
El perfil de Bellevue de Downtown Park. Las torres visibles (I a D) son One Lincoln Tower, Symetra Tower, Key Center, City Center Bellevue, One Bellevue Center y la Skyline Tower.

Según la Oficina del Censo de los Estados Unidos, la ciudad tiene 87,8 km²: 79,6 km² de tierra y 8,2 km² (9,29%) de agua.
El nombre de la ciudad viene de "bella vista" en francés. 
Cuando hay buen tiempo, las Olympic Mountains y las Cascade Mountains se pueden ver desde las cimas de las colinas y algunos edificios altos de los suburbios de la ciudad.
La ciudad está entre el Lago Washington (al oeste) y el Lago Sammamish al este. Gran parte de Bellevue está en la cuenca del Riachuelo Kelsey, cuyo manantial está en el Lago de Larsen y en el Lago del Phantom Lake Greenbelt, cuya boca está cerca del lugar donde la Interestatal 90 se une a la orilla este del Lago Washington. La ciudad está dividida por la Interestatal 405 (norte y sur), y la Interestatal 90 cruza la sección sur de Bellevue de oeste a este. 
Bellevue limita con las ciudades de Kirkland al noroeste y Redmond al noreste, paralelamente al barrio de Overlake. Del otro lado del Puente del canal este, la I-90 conecta Bellevue a Mercer Island. Al este está Issaquah, al lado sur del Lago Sammamish. La ciudad también está bordeada al oeste por los suburbios ricos de Medina, Clyde Hill, Hunts Point y Yarrow Point.

### Transporte
Bellevue está ubicada un centro por el transporte para el lado este, King County Metro, y Sound Transit, el sistema de transporte regional. El Bellevue Transit Center (Centro del transporte público de Bellevue) autobuses de Metro y Sound, está en el distrito comercial central y conectado a la interestatal 405 por NE 6th St. y por el acceso directo Texas T rampa HOV. Los autobuses locales van hasta Kirkland, Redmond, Issaquah, Renton y el University District y los autobuses regionales van hasta Bothell, Lynnwood, Everett, Seattle, Renton, Kent, Auburn, Federal Way y otras ciudades.
Se planea que la línea de tren ligero East Link vaya desde Seattle por Mercer Island y Bellevue, terminando en Redmond. 
Además de varias propuestas en estudio, está la de Sonido del Transporte (Sound Transit (ST)) / Regional Transportation Improvement District (RTID), que será puesta tentativamente ante los votantes en 2007. La conexión Sound Transit / RTID busca evitar el clásico debate de calles contra vías y en su lugar ubicar vías de tren ligero en el norte de Seattle así como en East Link. También hay planes para ampliar la I-405 a lo largo de la mayoría de las áreas urbanas, un reemplazo del SR-520 Bridge a través del Lago Washington y el reemplazo del Alaskan Way Viaduct en Seattle. La incertidumbre financiera de los numerosos proyectos de transporte reflejan la fragmentación política del área de Puget Sound. El aumento de los costes asociado a la infraestructura de transporte regional en Puget Sound se hace aparente.

## Gobierno y política
La ciudad la gobierna un consejo municipal con un administrador municipal y las posiciones de los funcionarios son independientes del partido. El consejo tiene siete miembros que son electos para un mandato de 4 años. El consejo municipal selecciona a un miembro del consejo para ser alcalde que todavía sirve como un miembro del consejo pero no tiene el poder de voto. El alcalde preside los mítines del consejo y sirve como portavoz principal de la ciudad y el administrador lleva las operaciones diarias de la ciudad. 
Desde 2010, Don Davidson es el alcalde y Steve Sarkozy el administrador municipal.
Típicamente, los ciudadanos de Bellevue son más conservadores que los de Seattle, aunque en las elecciones presidenciales de 2004 depositaron el 57,1% de sus votos en John Kerry del Partido Demócrata.

## Educación
Hay dos colegios universitarios: el Bellevue Community College (o BCC) y la City University.
La ciudad tiene su propio distrito escolar: el Bellevue School District, con cuatro escuelas secundarias: Bellevue High School, Newport High School, Interlake High School, y Sammamish High School. Las cuatro están incluidas en la lista de la revista popular Newsweek de mejores escuelas secundarias de EE.UU. en 2005 (medido por el número de tests AP llevados a cabo y divididos por el número de estudiantes), con las tres primeras en el top 50. 
También hay dos escuelas alternativas: la International School (que también figura en la lista) y la Robinswood High School.
En cuanto a escuelas de nivel elemental, cuenta con la Waldorf Education del Eastside, en Three Cedars School.

## Economía
Por su proximidad a Redmond, a la sede de Microsoft y su acceso a Seattle por la Interestatal 90 y la Washington State Route 520, es sede de muchas empresas. Muchas son compañías tecnológicas, que en su mayoría se establecieron en los años noventa. La ciudad tiene numerosos distritos comerciales prósperos y también rodea los pequeños pero extremadamente ricos distritos de Lake Washington “Gold Coast” (Medina, Hunts Point, Clyde Hill, y Yarrow Point), cuyos residentes incluyen a Bill Gates y controlan una gran parte de la riqueza local.
Las empresas con oficinas centrales o actividades significativas en Bellevue son:
- 180 Solutions, Inc. - "Permission based" marketing software.
- 5TH Cell - Desarrollador de videojuegos para móviles y ordenadores personales.
- ArenaNet - La desarrolladora de videojuegos famosa por la saga Guild Wars; muchos empleados de ArenaNet trabajaban para Blizzard Entertainment.
- Auth0 – Software para la administración de identidad y control de acceso.
- Bocada – Software líder en la protección y manejo de información.
- Brio Realty – Compañía nacional de real estate que utiliza Internet para ofrecer una mejor experiencia de compras online.
- Centeris - Líder en la industria del software en migración de Windows a Linux.
- Coinstar, Inc. - Operador de los dispensarios de cambio de moneda en los supermercados.
- Drugstore.com - Farmacia en línea y sitio de información en lo que respecta a salud, belleza, bienestar, cuidado personal y productos farmacéuticos.
- Eddie Bauer - Se encuentra en cambio de oficinas de Redmond, WA a unas oficinas de 28 pisos en Lincoln Square, que se completarán a mediados del 2007. Compartirá su nueva torre con las oficinas centrales de Microsoft.
- Expedia – Agencia de viajes online.
- InfoSpace - Un motor de búsqueda en Internet de etiqueta privada que se encuentra en crecimiento y sobrevivió a la crisis de dot.com en los 1990s. Ha resurgido en el 2000 con un ofrecimiento de entretenimiento móvil.
- Microsoft - Recientemente ha anunciado el arrendamiento de 15 pisos de una torre de oficinas de 28 pisos de Lincoln Square, cruzando la calle desde Bellevue Square. Trasladarán sus oficinas del grupo de ventas de Norteamérica a estas nuevas instalaciones y lo compartirán con las oficinas mundiales de Eddie Bauer. (El Microsoft Pacific Northwest District ocupa actualmente un sitio en Bellevue en Cívica Office Commons).
- Paccar Inc – Compañía multinacional de tecnología punta que fabrica camiones de trabajo pesado (Semis) vendidos alrededor del mundo bajo los nombres de Kenworth, Peterbilt y Foden.
- ShareBuilder - Corredor de bolsa en línea que permite a los inversores invertir automática y regularmente en acciones y ETF's.
- Symetra - Compañía de seguros de vida.
- T-Mobile – Sus oficinas centrales de operaciones en Estados Unidos se localizan en Factoría, vecindario de Bellevue. Operan en una red nacional, totalmente digital y por medio de wifi con casi 6.000 dominios públicos. Catherine Zeta-Jones es su portavoz internacional.
- Uievolution - Compañía de software móvil (dueña de Square-Enix).
- Valve Corporation – Desarrollador de videojuegos, famoso por su primer producto, Half-Life, y por su plataforma de distribución de videojuegos Steam.
- WizKids - Desarrollador de juegos no electrónicos, desde miniaturas coleccionables hasta juegos de mesa.

## Demografía
Según el censo de 2000, Bellevue tiene un población de 112.344 habitantes, 45.836 casas, y 29.060 familias. 
La densidad de población era de 1.411,4/km² (3.563,6/mi²). Había 48.396 domicilios con una densidad media de 607.7/km² (1.574,0/mi²). 
La composición racial era de un 74,33% de gente blanca; un 1,99% afroamericana; un 0,32% amerindia; un 17,39% asiática; un 0,23% de isleños del Pacífico; un 2,54% de otras razas; y un 3,19% de dos o más razas. La población hispana o latina de cualquier raza representaba el 5,32% de la población. 
Bellevue tiene el porcentaje más alto de residentes extranjeros del estado de Washington. Las mayores comunidades provienen de China, India, Rusia y México. Los inmigrantes se ven atraídos por los negocios y los trabajos con tecnología, los trabajos manuales, las escuelas de calidad y los excelentes parques. El 25% de los residentes se identifican como asiáticos, aumentando un 17% desde el 2000 con la mayor velocidad en todo el estado de Washington. Las comunidades de India y China se han duplicado desde el 2000.
Había 45.836 casas en las que el 27,5% tenían hijos menores de 18 años de edad; el 53,0% eran parejas casadas; el 7,5% eran dueñas de casa sin esposo; y el 36,6% no eran familias. El 28,4% de todas las casas se componían de individuos y en el 7,9% vivía una persona sola de 65 años de edad o mayor. Las viviendas presentaban un tamaño medio de 2,37 y las familias tenían un promedio de 2,93 personas.
En la ciudad la población se ha extendido con 21.1% menores a 18, 7.8% de 18 a 24, 32.6% de 25 a 44, 25% de 45 a 64 y 13.4% de una edad igual o mayor a 65 años. La edad promedio era de 38 años. Por cada 100 mujeres había 98.4 hombres. Por cada 100 mujeres de 18 años o mayores, había 96.6 hombres.
El ingreso medio de los hogares era de 62,338 USD y el ingreso medio por familia de 76,868 USD. Los hombres tenían un ingreso promedio de 56,456 USD contra 37,124 USD de las mujeres. El ingreso per cápita en la ciudad era de 36,905 USD. Alrededor del 3.8% de las familias y del 5.7% de la población se encontraba por debajo de la línea de pobreza, incluyendo al 5.7% de los cuales se encuentran con una edad menor a los 18 años y 6.3% con 65 años o más.

## Cultura
La ciudad es sede de la Bellevue Arts & Crafts Fair, celebrada a finales de julio desde 1947. 
El Museo de Artes de Bellevue abrió por primera vez sus puertas en 1975. Después cambió su ubicación a Bellevue Square en 1983. En 2001 cambió finalmente a su propio edificio, diseñado por Steven Holl. Posteriormente, pasó por dificultades financieras, por lo que tuvo que cerrar sus puertas en 2003. Después de una larga campaña de recaudación de fondos, una remodelación y una nueva misión de convertirse en un centro nacional para las artesanías y diseño, abrió sus puertas nuevamente el 18 de junio de 2005 durante una exhibición de teteras. 
El Rosalie Whyel Museum of Doll Art contiene una de las colecciones de muñecas más grandes del mundo, con más de mil muñecas exhibidas en dos pisos de un edificio victoriano.
Abierto en diciembre de 2005, el museo más nuevo de Bellevue es el KidsQuest Children’s Museum. Localizado en la Factoría Mall, un complejo comercial cuyas principales visitantes son niñeras y madres con niños menores a 12 años. En sus poco más de 900 m², los niños pueden jugar y explorar todas las áreas, exhibiciones, oficinas actividades educativas y espacios de clase.
La Biennial Bellevue Sculpture Exhibition atrae a miles de visitantes al parque del centro para ver hasta 46 obras de arte tridimensionales de artistas provenientes de todo el país.

## Lugares de interés
- Bellevue Botanical Garden

## Ciudades hermanadas
Bellevue tiene hermanamientos con las siguientes ciudades según  y :
- Hualien, Taiwán
- Yao, Osaka, Japón
- Kladno, República Checa
- Liepāja, Letonia